# Velatura

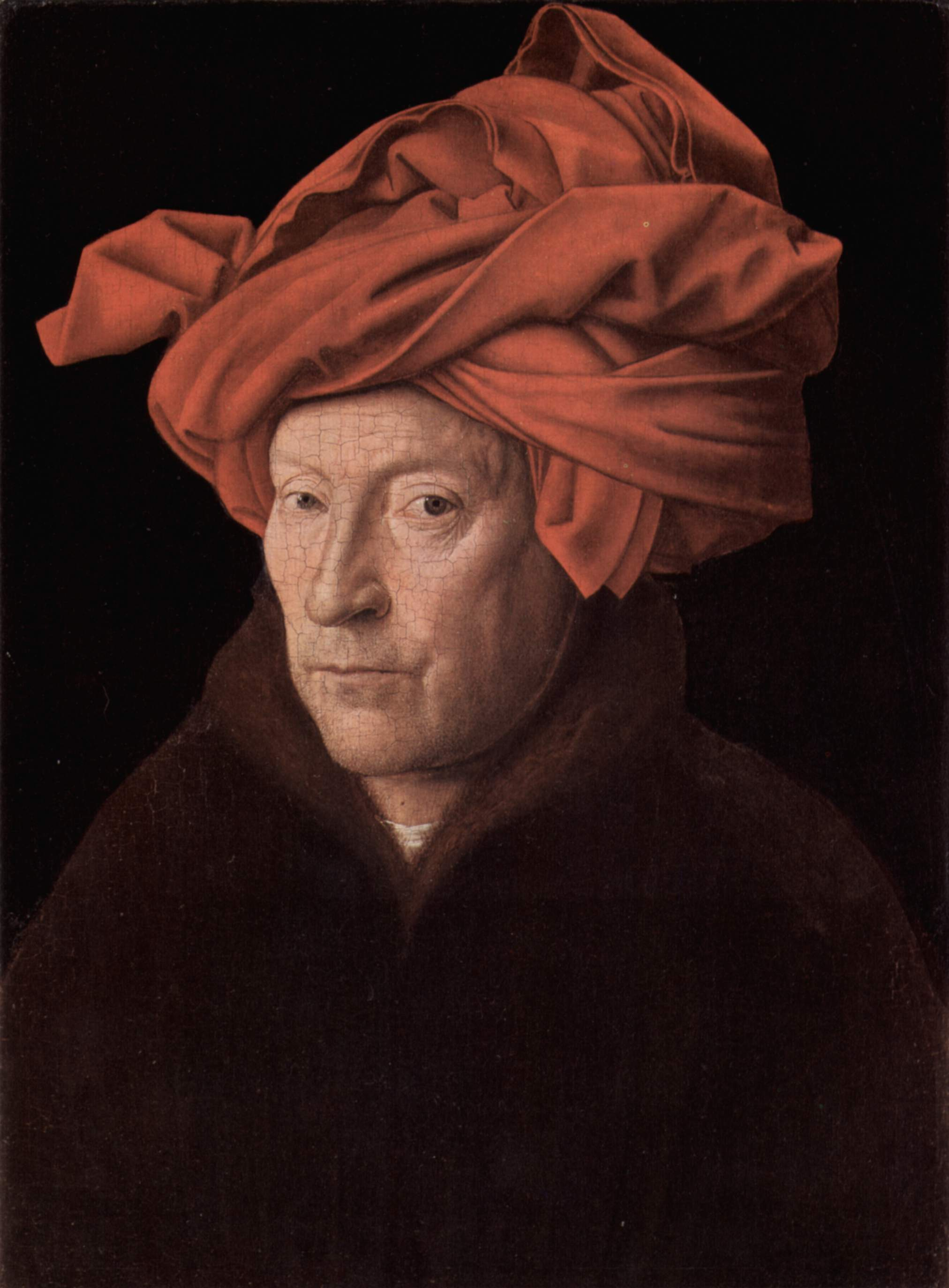
O homem de turbante de Jan van Eyck.

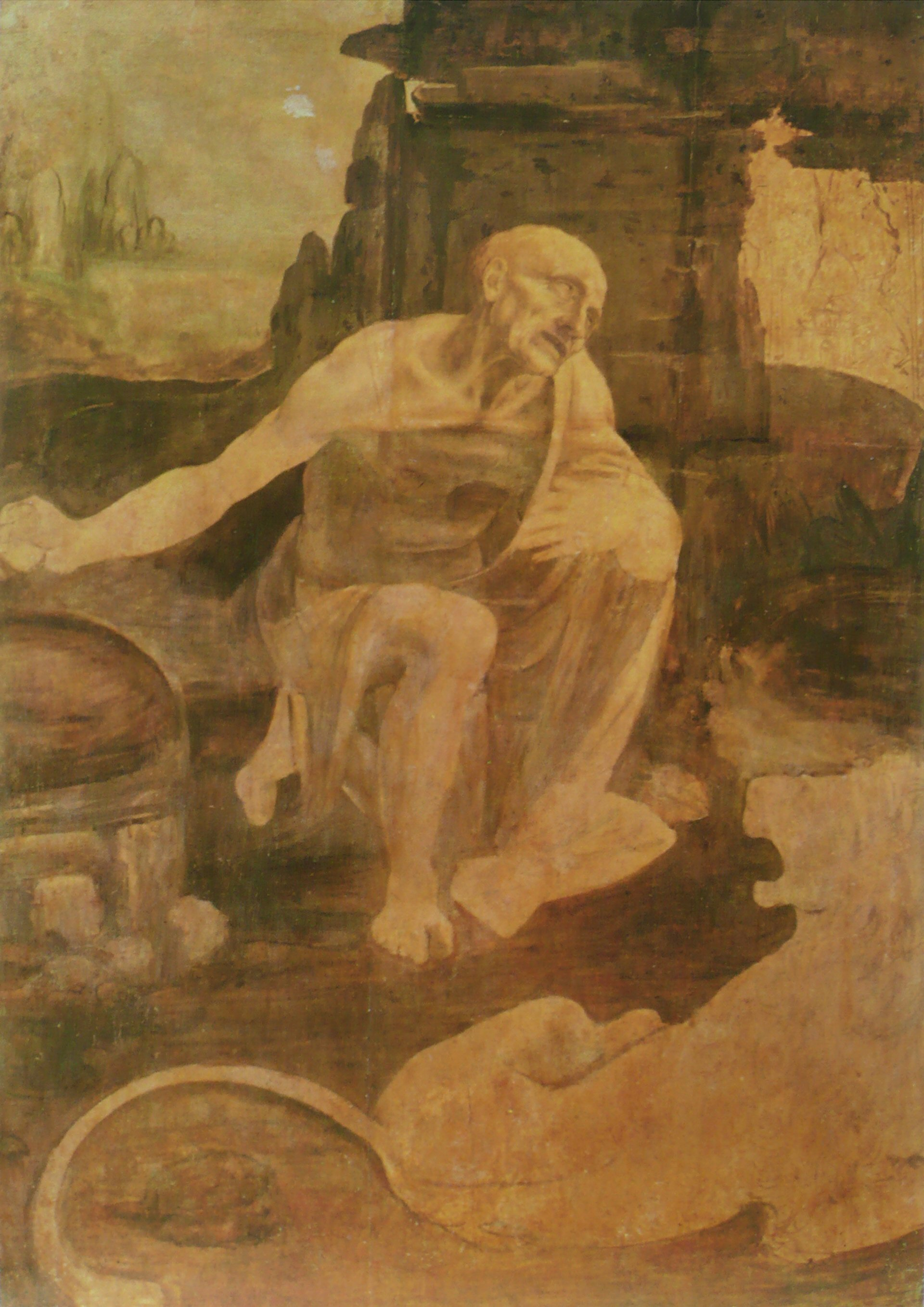
São Jerônimo no deserto de Leonardo.

A velatura é uma técnica pictórica, na qual o artista sobrepõe camadas de tinta transparente. Espera-se que a cor precedente seque, para que uma nova mistura translúcida seja aplicada. A tinta a óleo era a preferida para esse tipo de técnica, pela demora da secagem. A tinta acrílica também permite esse tipo de procedimento. As técnicas da aquarela e da aguada trabalham majoritariamente com transparências, por meio de velaturas.
O efeito pode ser entendido ao sobrepor-se folhas de celofane, experiência que altera a profundidade das cores envolvidas.

## Aplicações
- O pintor flamengo Jan van Eyck utilizava a tinta óleo transparente (camada fina) sobre uma base opaca de têmpera, como pode ser visto na pintura O homem de turbante (1433).[2]

- Trabalhos inacabados, como o São Jerônimo no deserto e a Adoração dos Magos de Leonardo da Vinci, mostram que um fundo monocromático (às vezes esverdeado) precedia os tons finais da pele do corpo humano, dando a impressão de que a coloração interna do personagem emerge do fundo da tela.

## Técnica de restauração
Para o restauro do Papel Japonês, que é obtido por processo manual, com utilização de fibras vegetais muito longas e com ingredientes estáveis de alta qualidade. No processo de restauração é muito utilizado para o procedimento de enxerto nos locais danificados e onde há perda de parte do papel. O papel japonês deve ser adequado à gramatura da folha a qual ele será aderido e pode ser tingido ou não. É utilizado também para a velatura que consiste na aplicação de uma folha de reforço de papel japonês, numa gramatura baixa (para transparência), no verso de uma folha inteira, visando a manutenção de sua integridade.